# 清水吉政
清水 吉政（日语：しみず よしまさ，?—1575年11月25日（天正3年10月23日）），战国时代武将。后北条氏家臣。通称小太郎。自称右京亮，称藤原姓。伊豆清水氏的初代当主（姓名不详）之子，二代当主清水冈吉（つなよし、下田城主清水康英之父）的弟弟。有子清水吉广。
被任命为北条氏康的师父，很好地辅佐了据称小时候很愚钝的氏康，为了帮助氏康找回自信而数次进言夸奖他。享禄3年（1530年）参加氏康初阵小泽原战役，击破扇谷上杉家的上杉朝兴。传说是力大无穷的勇士。领受伊豆国河津南禅寺，也担任周边主家直辖地的代官。